# Cook (Australie-Méridionale)
Pour les articles homonymes, voir Cook.
Cook est une localité australienne créée en 1917 et abandonnée en 1997. Sa fondation comme son abandon sont liés à la présence d'une gare ferroviaire sur la Trans-Australian Railway qui relie Adélaïde à Perth, avec une voie d'évitement permettant le croisement des trains.

## Histoire

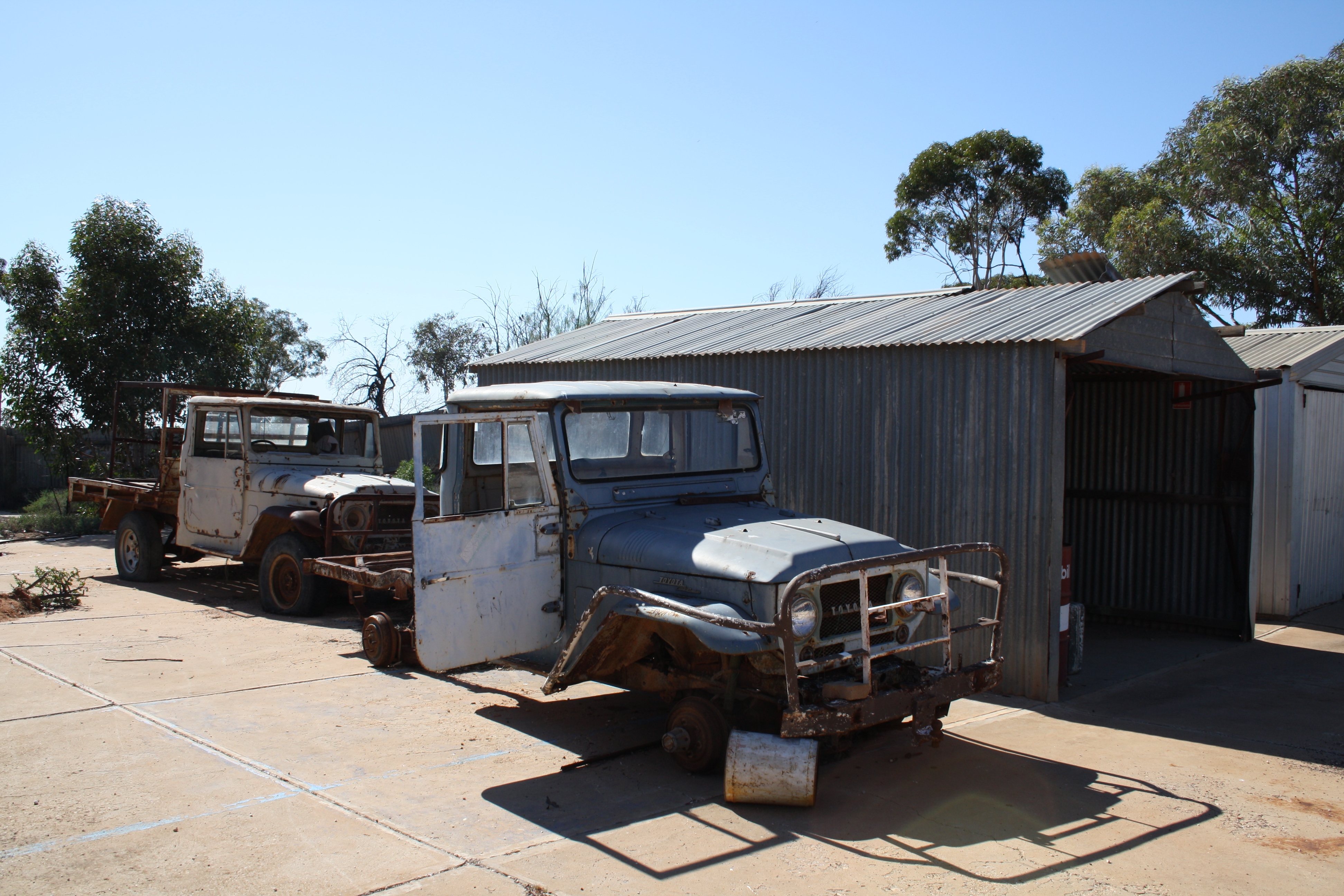
Cook, ville fantôme (novembre 2011).

La ville fut créée en 1917 lors de la construction de la voie de chemin de fer. Elle doit son nom au premier ministre australien de l'époque, Joseph Cook. La ville fut abandonnée en 1997 quand les chemins de fer furent privatisés et que les nouveaux propriétaires estimèrent qu'ils n'avaient pas besoin de personnel à cet endroit, gardant simplement des réserves de gazole en cas de nécessité, des logements pour permettre au personnel du train de se reposer la nuit et un magasin qui ouvre lorsque le train est en gare. Il n'y a quasiment plus d'habitants et il ne reste que quelques maisons abandonnées et les installations ferroviaires en service, avec notamment des réservoirs de gazole pour les trains.
Quand la ville était habitée, elle était alimentée en eau par pompage dans un puits artésien mais à l'heure actuelle l'eau est transportée par le train.
Des essais de plantation de végétaux ont été faits dans la région mais ils n'ont pas été couronnés de succès.

## Chemin de fer

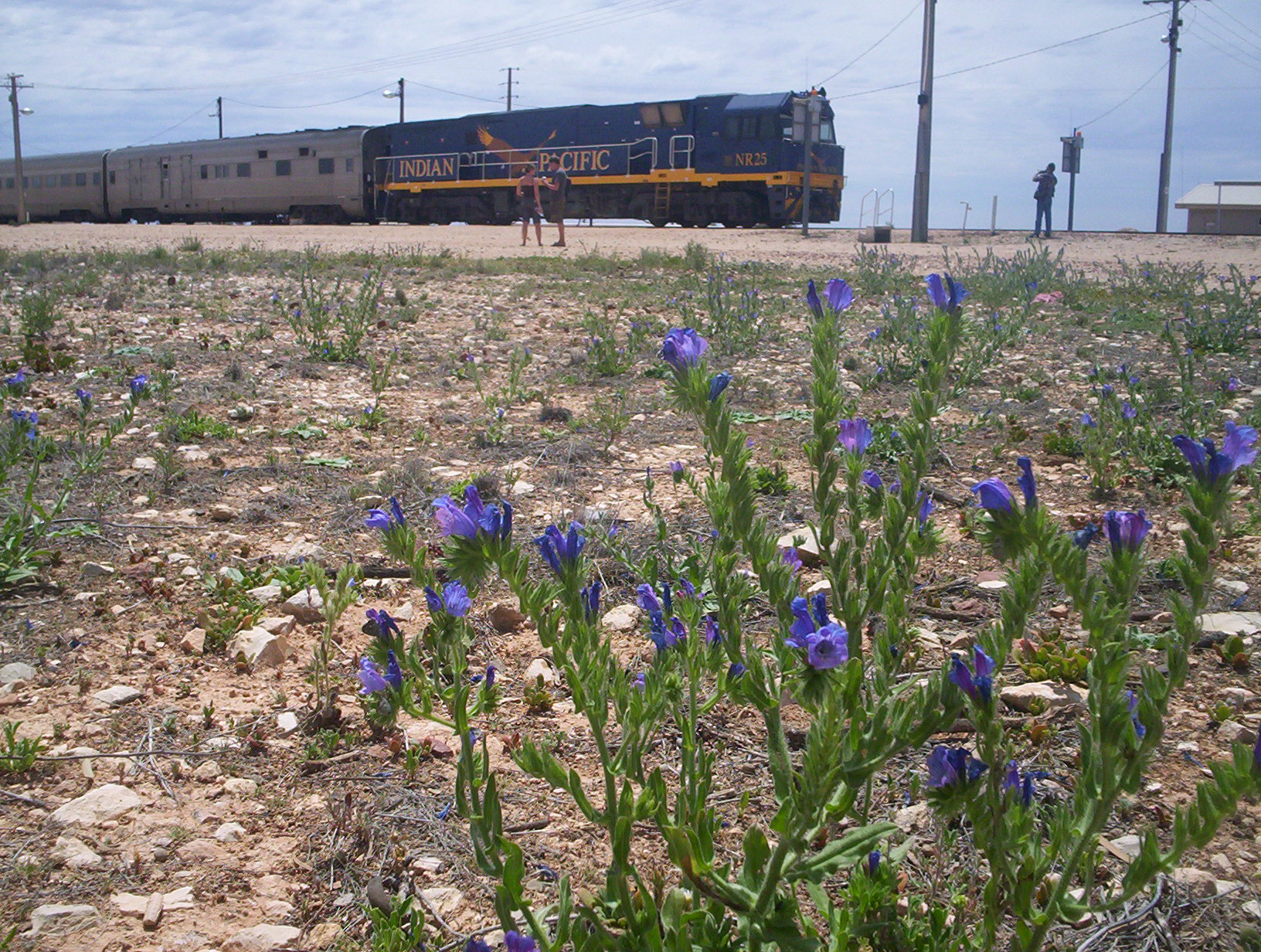
L'Indian Pacific à Cook.

La Trans-Australian Railway est une voie de chemin de fer à écartement standard exploitée par l'Indian Pacific. Cook est sur une ligne droite de 478 km, la plus longue au monde,. Sa voie d'évitement permet le croisement de trains jusqu'à 1 800 m de long.
Cook est le seul arrêt prévu pour l'Indian Pacific dans la plaine de Nullarbor, et n'a pas d'autre intérêt pour le voyageur qu'un arrêt en plein désert dans une ville fantôme.

## Culture et sciences
Le film Nullarbor Hideout, sorti en 1964, se déroule dans et autour de Cook.
En 2003, dans le cadre de son projet  Middle of Nowhere (« Au milieu de Nulle-part »), l'artiste visuel français Laurent Mulot a travaillé à et sur Cook, avec la complicité de Janet et Ivor Horberton, les deux seuls habitants. Ainsi a été créé le premier centre d'art contemporain fantôme.
L'ancienne piste d'atterrissage est un endroit où l'on peut observer le Pluvier australien.
Cook est le nom assigné par la Meteoritical Society aux météorites trouvées dans la région.